# تيانهي
مقاطعة تيانهي (بالصينية: 天河区) هي إحدى مقاطعات مدينة غوانزو عاصمة إقليم غوانغدونغ. تحدها منطقة يويكسيو من الغرب، ومنطقة باييون من الشمال ومنطقة هوانغبو من الشرق، ومنطقة هيتشو من الجنوب يفصل بينهما نهر اللؤلؤ. أُقيمت فيها دورة الألعاب الآسيوية لعام 2010.

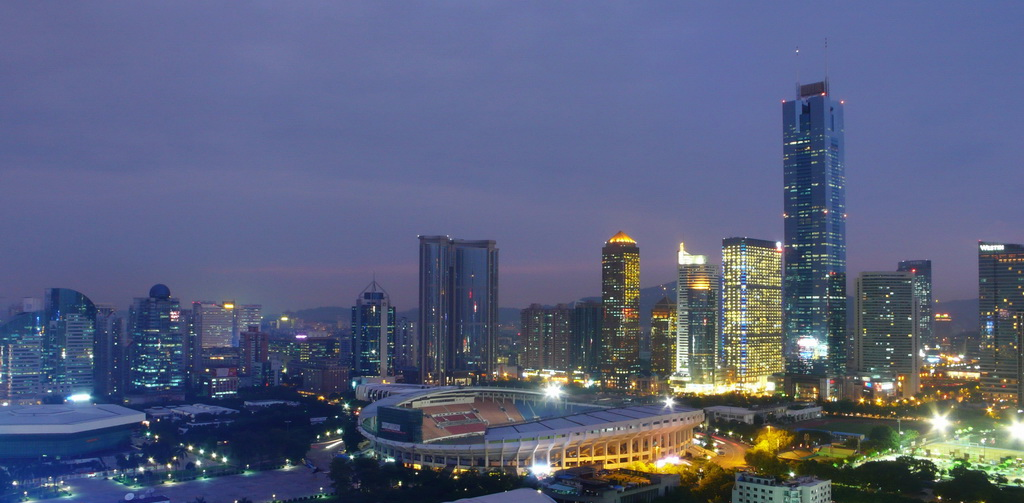
سيتيك بلازا وملعب تيانهي الرياضي

## روابط خارجية
- الموقع الرسمي باللغة الصينية